# 23 يونيو
- السبت
- الأحد
- الاثنين
- الثلاثاء
- الأربعاء
- الخميس
- الجمعة

- 314 ذو الحجة 1446  هـ
- 15 ذو الحجة 1446  هـ
- 26 ذو الحجة 1446  هـ
- 37 ذو الحجة 1446  هـ
- 48 ذو الحجة 1446  هـ
- 59 ذو الحجة 1446  هـ
- 610 ذو الحجة 1446  هـ
- 711 ذو الحجة 1446  هـ
- 812 ذو الحجة 1446  هـ
- 913 ذو الحجة 1446  هـ
- 1014 ذو الحجة 1446  هـ
- 1115 ذو الحجة 1446  هـ
- 1216 ذو الحجة 1446  هـ
- 1317 ذو الحجة 1446  هـ
- 1418 ذو الحجة 1446  هـ
- 1519 ذو الحجة 1446  هـ
- 1620 ذو الحجة 1446  هـ
- 1721 ذو الحجة 1446  هـ
- 1822 ذو الحجة 1446  هـ
- 1923 ذو الحجة 1446  هـ
- 2024 ذو الحجة 1446  هـ
- 2125 ذو الحجة 1446  هـ
- 2226 ذو الحجة 1446  هـ
- 2327 ذو الحجة 1446  هـ
- 2428 ذو الحجة 1446  هـ
- 2529 ذو الحجة 1446  هـ
- 261 محرم 1447  هـ
- 272 محرم 1447  هـ
- 283 محرم 1447  هـ
- 294 محرم 1447  هـ
- 305 محرم 1447  هـ
- 16 محرم 1447  هـ
- 27 محرم 1447  هـ
- 38 محرم 1447  هـ
- 49 محرم 1447  هـ

23 يونيو أو 23 حُزيران أو 23 يونيه أو يوم 23 \ 6 (اليوم الثالث والعشرون من الشهر السادس) هو اليوم الرابع والسبعون بعد المئة (174) من السنوات البسيطة، أو اليوم الخامس والسبعون بعد المئة (175) من السنوات الكبيسة وفقًا للتقويم الميلادي الغربي (الغريغوري). يبقى بعده 191 يوما لانتهاء السنة.

## أحداث
- 1280 ـ وقوع معركة موكلين بين جيشي مملكة غرناطة وتاج قشتالة، وانتصار مملكة غرناطة.
- 1532 - ملك إنجلترا هنري الثامن وملك فرنسا فرانسوا الأول يوقعان معاهدة سرية ضد إمبراطور الإمبراطورية الرومانية المقدسة وملك إسبانيا شارلكان.
- 1724 - التوقيع على اتفاقية إستانبول بين الدولة العثمانية والإمبراطورية الروسية ضد الدولة الصفوية.
- 1921 - وصلَ فيصل الأول إلى البصرة متوجهاً إلى بغداد تمهيداً ليصبح أولَ ملوك المملكة العراقية.
- 1941 -
  - ألمانيا النازية تبدأ بغزو الاتحاد السوفيتي وذلك ضمن أحداث الحرب العالمية الثانية.
  - غرق باخرة البضائع التركية «رفاه» في مياه البحر المتوسط، إثر إصابتها بطربيد أُطلق من غواصة مجهولة.
- 1972 - وصول الأسير السوري نزيه أبو صالح إلى سوريا بعد أن تمكن من الفرار من معتقل الصرفند قرب تل أبيب مع أسيرين فلسطينيين بحفر نفق تحته.
- 1985 - انفجار طائرة الطيران الهندي على ارتفاع 31000 قدم قبالة السواحل الأيرلندية ومقتل جميع الركاب المقدر عددهم بحوالي 329 راكب.
- 1986 - انعقاد مؤتمر دولي في باريس لمكافحة مرض الإيدز.
- 1989 - إلغاء منصب رئيس الوزراء في إيران.
- 1990 - مولدوفا تعلن استقلالها عن الاتحاد السوفيتي.
- 1991 - إنتاج لعبة القنفذ سونيك في سيغا.
- 2004 - إيران تقرر إطلاق سراح البحارة البريطانيين الذين دخلوا إلى المياه الإقليمية الإيرانية بدون إذن.
- 2009 -
  - إيران تطرد دبلوماسيين بريطانيين لاتهامهم في التدخل بالشؤون الداخلية، وبريطانيا ترد بطرد دبلوماسيين إيرانيين.
  - السلطات الإسرائيلية تطلق سراح رئيس المجلس التشريعي الفلسطيني عزيز الدويك بعد ثلاث سنوات من الاعتقال.
- 2012 - تشكيل حكومة سورية جديدة برئاسة رياض فريد حجاب.
- 2013 - هجوم من قبل بعض المصريين على الشيخ الشيعي المصري حسن شحاتة يؤدي إلى مقتله، وذلك بعد أن أدلى ببعض التصريحات التهجمية على بعض رموز أهل السنة، وفق عدد من وسائل الإعلام.
- 2016 -
  - إصابة حوالي 25 شخص في هجوم مُسلح على دار السينما في فيرنهايم في غرب ألمانيا، ومَقتل المُنفذ.
  - مصرع حوالي 26 شخصا وتضرر مئات المنازل جراء فيضان بولاية فيرجينيا الغربية.
  - مصرع 98 شخص وإصابة 800 شخص آخر نتيجة إعصار جيانغسو الذي ضرب شرق الصين.
  - اتفاق بين الحكومة الكولومبية والقوات المسلحة الثورية الكولومبية ينهي النزاع الكولومبي المسلح.
- 2017 - قوات الأمن السعودية تحبط عدة عمليات إرهابية في جدة، وفي مكة المكرمة بالقرب من الحرم المكي الشريف.
- 2019 -
  - فوز محمد ولد الغزواني في الانتخابات الرئاسية الموريتانية بنسبة 51.81% من الأصوات.
  - هجوم بطائرة مُسيّرة يستهدف مطار أبها الدولي جنوب السعودية، هو الثاني خلال أسبوعين، تبنّته حركة أنصار الله الحوثية، مُعطِّلًا الملاحة الدولية بالمطار لعدة ساعات وأسفر عن مقتل مدني واحد وإصابة سبعة آخرين من جنسيات مختلفة.
- 2021 - اكتشاف مقبرة جماعية في أرض مدرسة ماريفال الهندية السكنية الواقعة في كولومبيا البريطانية، كندا، تضم رُفات ما لا يقل عن 751 طفلًا من السكان الأصليين.
- 2023 - مجموعة فاجنر تخوض تمردًا مسلحًا ضد السلطات الروسية وتحتل مقرات عسكرية في مدينة روستوف وتتجه نحو موسكو، لتنهي تمردها في نفس اليوم.
- 2025 - مقراب المسح الشامل الكبير في تشيلي ينشر أولى صوره.

## مواليد
- 47 ق.م - بطليموس الخامس عشر، آخر ملوك الفراعنة البطالمة.
- 1534 - أودا نوبوناغا، قائد ياباني.
- 1703 - ماريا ليزينسكا، زوجة لويس الخامس عشر ملك فرنسا.
- 1763 - جوزفين، إمبراطورة فرنسا وزوجة نابليون بونابرت.
- 1879 - هدى شعراوي، مؤسسة الحركة النسائية في مصر.
- 1889 - آنا أخماتوفا، شاعرة روسية.
- 1894 -
  - إدوارد الثامن، ملك المملكة المتحدة.
  - ألفريد كينسي، عالم أحياء أمريكي.
- 1907 - جيمس ميد، اقتصادي إنجليزي حاصل على جائزة نوبل في العلوم الاقتصادية عام 1977.
- 1910 - جان أنويه، كاتب مسرحي فرنسي.
- 1912 - آلان تورنغ، عالم رياضيات إنجليزي ومؤسس علم الحاسوب الحديث.
- 1919 - محمد بوضياف، رئيس الجزائر الرابع.
- 1920 - صالح العجيري، عالم فلك كويتي.
- 1927 - ذوقان الهنداوي، سياسي أردني.
- 1934 -
  - وجدي الحكيم، إعلامي مصري.
  - علي الشريف، ممثل مصري.
- 1937 - مارتي أهتيسآري، رئيس فنلندا العاشر وحاصل على جائزة نوبل للسلام عام 2008.
- 1938 - خيسوس ماريا بيريدا، لاعب كرة قدم إسباني.
- 1940 - أمل دنقل، شاعر مصري.
- 1945 - جون قرنق، زعيم الحركة الشعبية لتحرير السودان.
- 1955 - جان تيغانا، لاعب ومدرب كرة قدم فرنسي.
- 1957 - فرانسيس مكدورماند، ممثلة أمريكية.
- 1965 - أيمن الشيوي، ممثل مصري.
- 1969 - إيفي تامالا، مغني وممثل إندونيسية
- 1972 -
  - زين الدين زيدان، لاعب كرة قدم فرنسي من أصل جزائري.
  - سلمى بلير، ممثلة أمريكية.
- 1976 - باتريك فييرا، لاعب كرة قدم فرنسي.
- 1977 - ميغيل أنخل أنغولو، لاعب كرة قدم إسباني.
- 1980 - فرانشيسكا سكيافوني، لاعبة كرة مضرب إيطالية.
- 1981 - محمد حبيل، لاعب كرة قدم بحريني.

## وفيات
- 79 - فسبازيان، تاسع الأباطرة الرومان.
- 1891 - فلهيلم إدوارد فيبر، عالم فيزياء ألماني.
- 1957 - جميل تلحوق، طبيب وسياسي لبناني.
- 1957 - خضر لطفي، شاعر عراقي.
- 1959 - أندريس ساليكيت جنرال إسباني.
- 1965 - أسد رستم، مُؤرِّخ لبناني.
- 1989 - ميشيل عفلق، سياسي سوري ومؤسس حزب البعث العربي الاشتراكي.
- 1995 - جوناس سولك، عالم فيروسات أمريكي.
- 1996 - عاطف الطيب، مخرج سينمائي مصري.
- 1997 - بيتي شباز، زوجة مالكوم إكس.
- 2006 - آرون سبيلنغ، مخرج سينمائي أمريكي.
- 2009 - إد ماكماهون، مقدم برامج أمريكي.
- 2010 - محمد مزالي، رئيس وزراء تونس.
- 2011 - أبو العينين شعيشع، عالم مُقرئ مصري.
- 2013 - نوري فيصل شاهر الحديثي، سياسي عراقي.
- 2021 - عبد الناصر النجار، صحفي ونقابي فلسطيني.
- 2021 - غازي الحداد، شاعر وأديب بحريني.

## أعياد ومناسبات
- يوم النصر في إستونيا.
- عيد الأب في بولندا ونيكاراغوا وأوغندا.
- اليوم الدولي للأرامل، تنظمه الأمم المتحدة.

## وصلات خارجية
- وكالة الأنباء القطريَّة: حدث في مثل هذا اليوم.
- النيويورك تايمز: حدث في مثل هذا اليوم.
- BBC: حدث في مثل هذا اليوم.